# Beta Trueba
Beta Trueba és una empresa catalana fabricant de motocicletes amb seu a Esparreguera, Baix Llobregat. És la filial a Catalunya de l'empresa italiana Beta, de la qual n'actua com a importador i distribuïdor per al mercat espanyol, a banda de fabricar-ne els models de trial a les seves instal·lacions en col·laboració directa amb la central. L'empresa fabrica també diversos models de ciclomotor Beta de fora d'asfalt d'alta gamma.
Fundada inicialment com a taller de reparacions (Motos Trueba) per Antonio Trueba a Abrera durant la dècada de 1960, la seva raó social és Trueba Motorcycles i té la seu al número 59-63 del carrer Enclusa, al polígon industrial Can Comellas d'Esparreguera.

## Història
Durant les dècades de 1960 i 1970, Antonio Trueba assolí un gran prestigi com a preparador de motocicletes, especialment en les especialitats de trial, enduro i motocròs, treballant-hi al seu taller original d'Abrera.

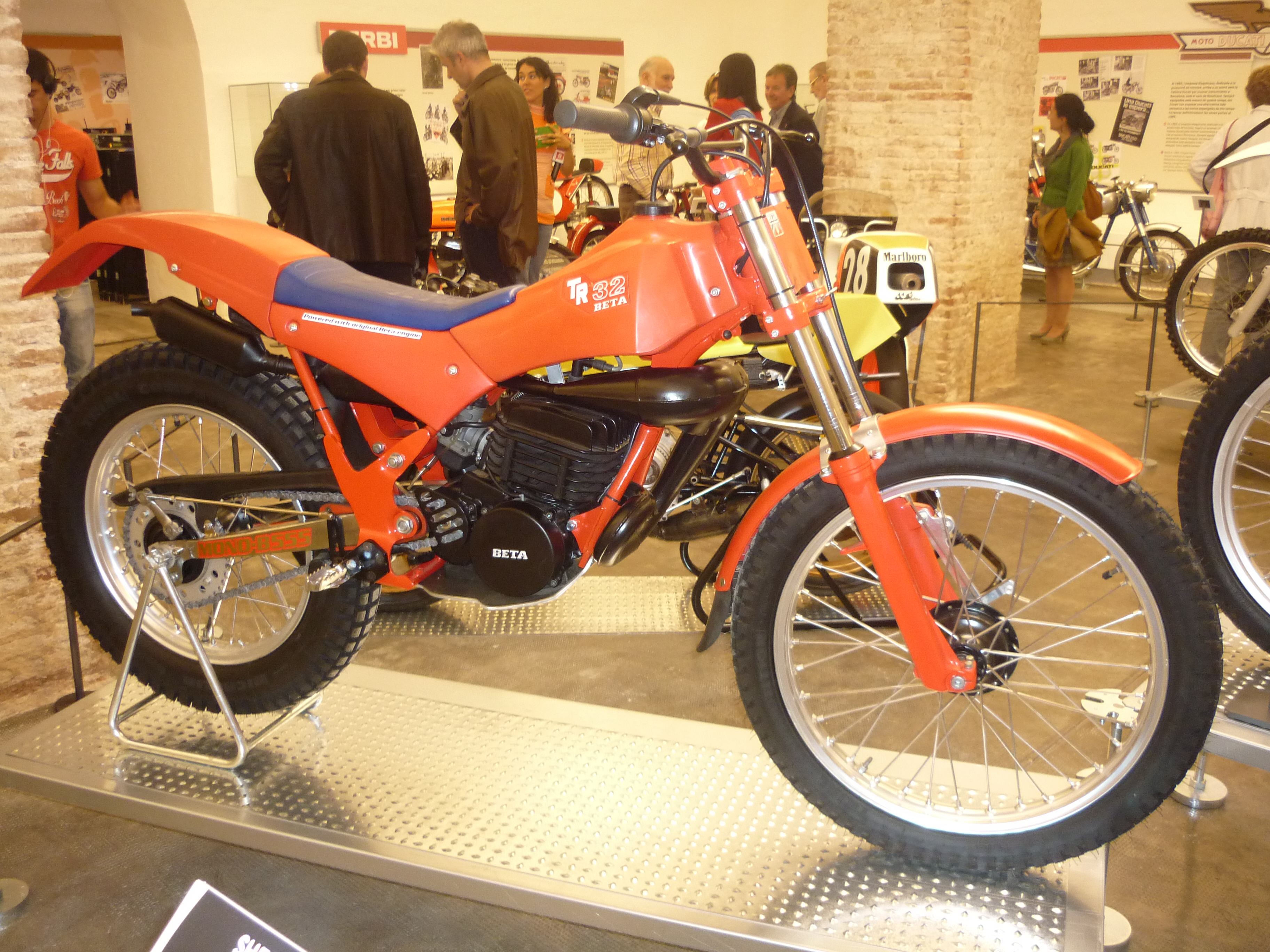
La Beta TR-32 de 1981, creada per Pere Ollé i Beta Trueba

A començaments de la 1980, el declivi de les marques catalanes (Bultaco, Montesa i OSSA) va propiciar que altres fabricants s'interessessin per la disciplina del trial, fins aleshores dominada per aquelles. Beta contactà amb el pilot oficial de Montesa Pere Ollé, experimentat pilot de trial i mecànic del taller de Trueba, fitxant-lo com a desenvolupador d'una nova motocicleta per a aquesta especialitat. Aviat, Beta arribà a un acord amb Trueba per tal de desenvolupar conjuntament aquella motocicleta al seu taller d'Abrera. Fruit d'aquesta col·laboració, a la darreria de 1981 aparegué la Beta TR32 de 240 cc, el primer model de trial de la marca.
Poc després, cap a 1983, atès que la demanda de motocicletes de trial Beta anava en augment constant, per tal d'evitar els elevats aranzels d'importació de l'època Trueba Motorcycles inicià el muntatge de diverses unitats de la TR a Abrera. Aquesta feina s'anà consolidant i complementant anys a venir amb la fabricació de ciclomotors d'enduro (com ara la KR-50, la MX-50 i altres) a la nova factoria de Beta Trueba a Esparreguera. Des d'aleshores, gran part de la gamma Beta es realitza de forma compartida entre Catalunya i Itàlia, tant a nivell tecnològic com de fabricació.

### Èxits esportius

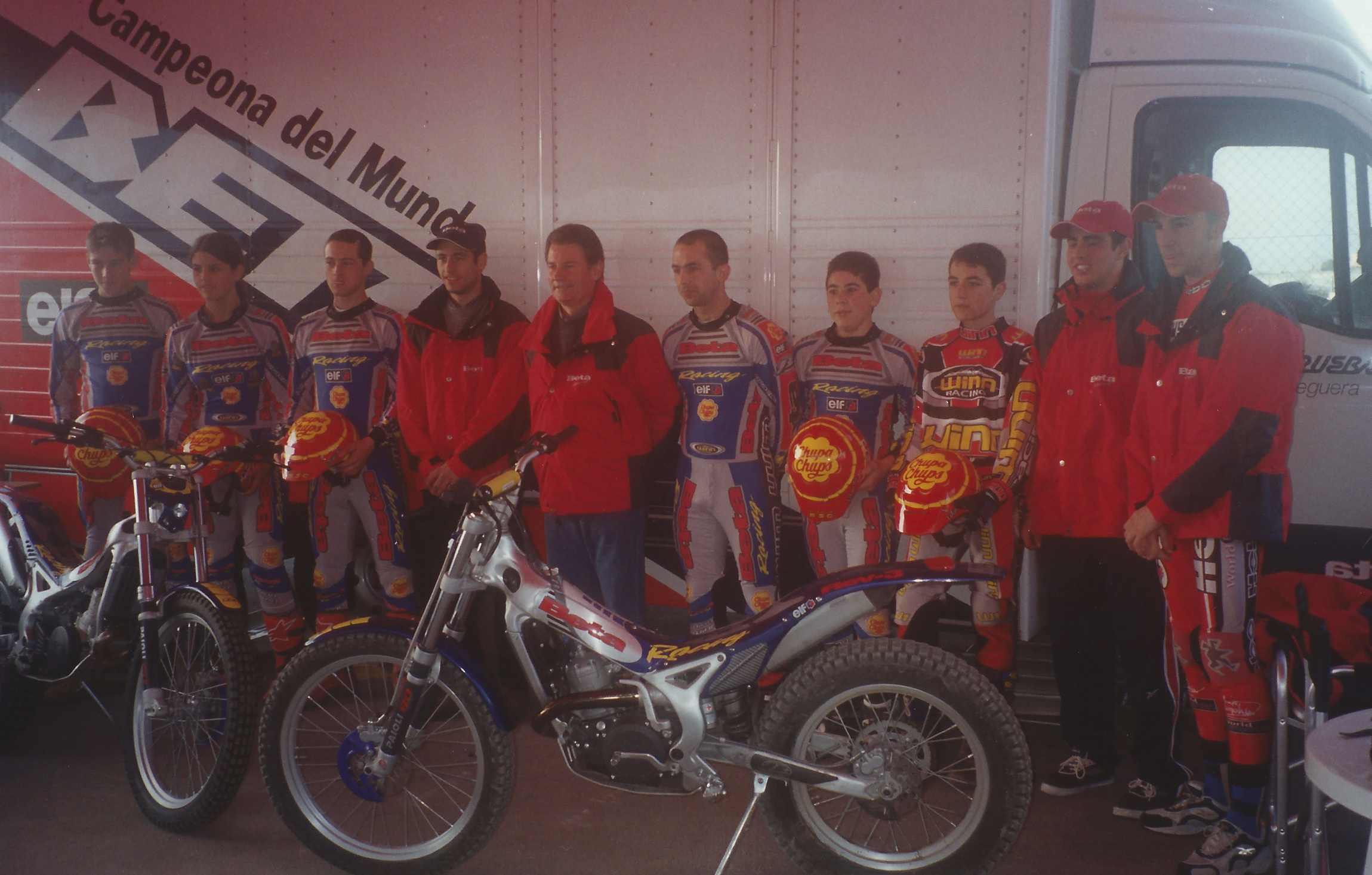
L'equip Beta Trueba el 2001. Entre d'altres: Laia Sanz, Antonio Trueba i Toni Bou

Cap a 1984, Trueba fitxà un jove gairebé desconegut aleshores, Jordi Tarrés, com a company d'equip de Pere Ollé al Campionat del Món i al d'Espanya de trial, esdevenint aviat una revelació que ha passat a la història del trial com un dels millors pilots que hi ha hagut mai d'aquesta especialitat. Amb els seus èxits, Tarrés contribuí en gran manera al renom internacional que té Beta actualment.
Els èxits de Beta Trueba en trial, iniciats amb Tarrés, s'anaren reforçant amb els anys gràcies als nombrosos campionats obtinguts per altres pilots del seu equip, als quals Trueba anava descobrint i fitxant de ben joves. Fou el cas entre d'altres de Marc Colomer, Dougie Lampkin, Laia Sanz, Albert Cabestany i Toni Bou. Entre tots han aconseguit fins a l'actualitat un total de 59 campionats de trial (dels quals, 17 de mundials). A aquests títols se n'hi afegí un d'enduro l'octubre de 2014, quan el nou fitxatge de Beta Trueba Oriol Mena guanyà el Campionat d'Espanya d'enduro en categoria E2.